# Carlos Alberto Parreira
Carlos  Alberto Parreira (Rio de Janeiro, 1943. február 27.) brazil labdarúgóedző, 2008 nyaráig a legutolsó megbizatása a dél-afrikai labdarúgó-válogatott szövetségi kapitányi posztja.

## Pályafutása
Nem volt jelentős labdarúgó karrierje, már 24 évesen edzőnek állt. Már a harmadik munkája a ghánai nemzeti csapat irányítása volt. Ezután felváltva edzett nemzeti- és klubcsapatokat. Előfordult olyan eset is, hogy egyszerre mindkét helyen, például míg 1969-ben Ghánában dolgozott szövetségi kapitányként a Vasco da Gama erőnléti edzője volt egy időben.
Parreira híres arról, hogy Bora Milutinović előtt ő vett részt a legtöbb labdarúgó-világbajnokságokon, viszont azonos az irányított válogatottak száma (5-5). 1982-ben Kuvait, 1990-ben az Egyesült Arab Emírségek, 1994-ben és 2006-ban Brazília, 1998-ban Szaúd-Arábia csapatával, a Dél-afrikai
2010-es labdarúgó-világbajnokságra Dél-Afrikát vezetve jutott ki.
Legnagyobb sikerét az 1994-es világbajnoki győzelem jelenti hazája válogatottja élén.
Klubedzőként is számos siker köthető a nevéhez, például a Fenerbahçéval török bajnokságot, a Corinthiansszal brazil kupát és Torneio Rio-São Paulo-t is nyert.

## Sikerei
- világbajnok (1994)
- ANK-ezüstérmes (1968)
- a világbajnok válogatott erőnléti edzője (1970)
- világbajnoki résztvevő (Kuvait, 1982; Egyesült Arab Emirátusok, 1990; Szaúd-Arábia, 1998; Brazília, 2006)
- brazil Ezüst Kupa-győztes (1970)
- Rio de Janeiro állam bajnoka (1971, 1973, 1975)
- Guanabara Kupa-győztes (1973)
- Ázsiai Nemzetek Kupája-győztes (1980, 1988)
- az Előolimpiai Játékok győztese (1980)
- Golf Kupa-győztes (1982)
- brazil bajnok (1984)
- török bajnok (1996)
- a brazil III. Liga bajnoka (1999)
- Brazil Kupa-győztes (2002)
- Sao Paulo állam kupagyőztese (2003)
- Copa América-győztes (2004)
- Konföderációs kupa-győztes (2005)